# Le Plessis-Lastelle
Pour les articles homonymes, voir Plessis (homonymie).
Le Plessis-Lastelle est une commune française, située dans le département de la Manche en région Normandie, peuplée de 238 habitants.

## Géographie
La commune est née de la fusion de deux communes, Le Plessis et Lastelle, mais le bourg du Plessis est le lieu-dit Beau-Coudray. Une partie du mont Castre, point de fortification et résistance allemande lors de la bataille des Haies se situe sur la commune.
| Montsenelle (comm. dél. de Lithaire) | Montsenelle (comm. dél. de Prétot-Sainte-Suzanne et Saint-Jores) | Montsenelle (comm. dél. de Saint-Jores) |
| Vesly                                | du Plessis-Lastelle                                              | Gorges                                  |
| Laulne                               | Laulne, Gorges                                                   | Gorges                                  |

### Hydrographie
La commune est située dans le bassin Seine-Normandie. Elle est drainée par le Mouloir, le cours d'eau 01 de la commune du Plessis-Lastelle, le cours d'eau 01 de la Pigaulterie, le cours d'eau 01 de la Planquerie, le cours d'eau 02 de la commune de Saint-Jores, le cours d'eau 03 de la commune du Plessis Lastelle, le cours d'eau 08 de la commune du Plessis Lastelle, le ruisseau de Briquebost, le ruisseau de Issue et divers autres petits cours d'eau,.
Le Mouloir, d'une longueur de 10 km, prend sa source dans le bois de Lessay de la  commune de Vesly et se jette  dans la Sèves à Montsenelle, après avoir traversé quatre communes. 

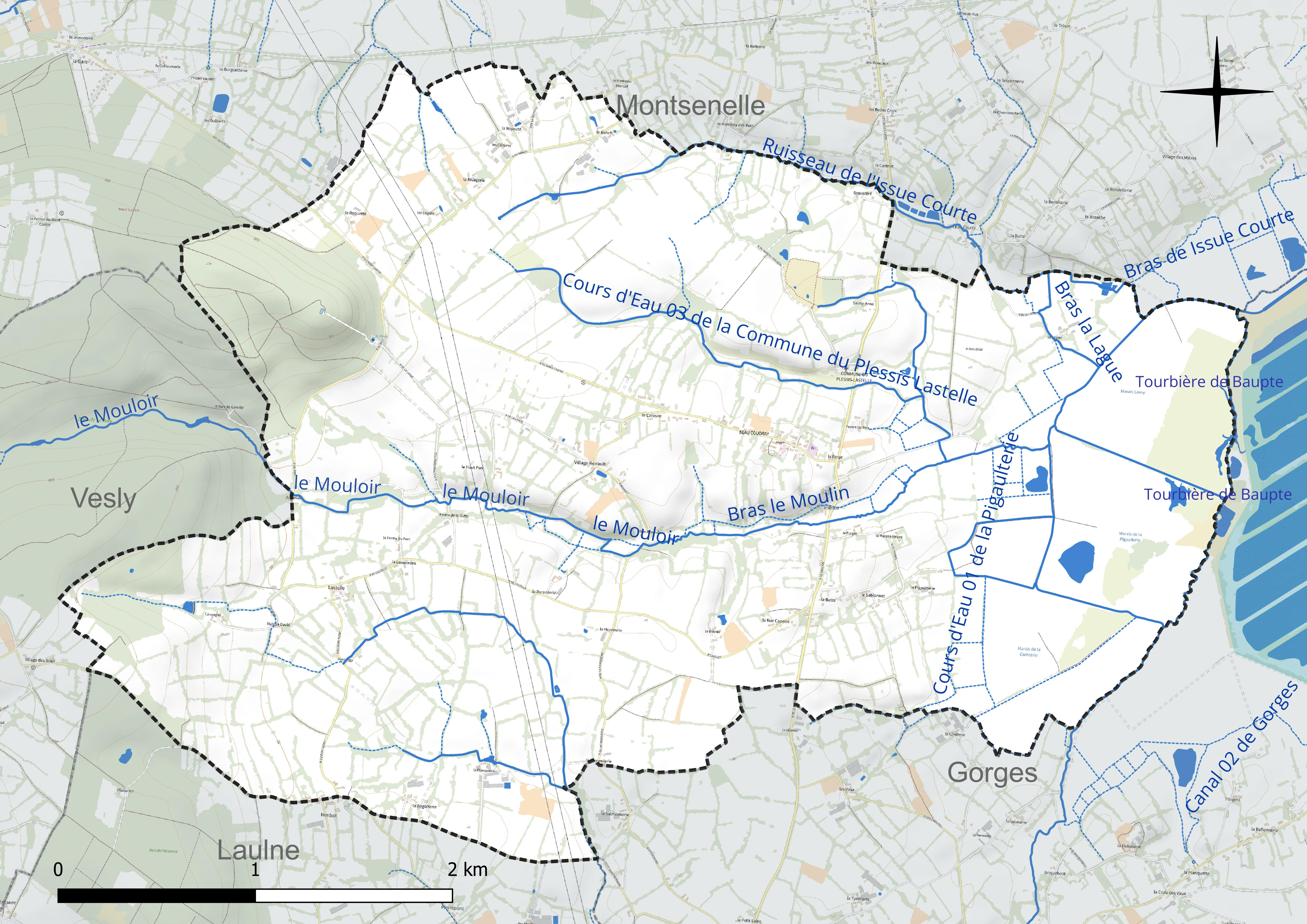
Réseau hydrographique du Plessis-Lastelle.

Un plan d'eau complète le réseau hydrographique : le plan d'eau 1 de la commune de Plessis Lastelle (1 ha),.

### Climat
Pour des articles plus généraux, voir Climat de la Normandie et Climat de la Manche.
En 2010, le climat de la commune est de type climat océanique franc, selon une étude du CNRS s'appuyant sur une série de données couvrant la période 1971-2000. En 2020, Météo-France publie une typologie des climats de la France métropolitaine dans laquelle la commune est exposée à un climat océanique et est dans la région climatique  Normandie (Cotentin, Orne), caractérisée par une pluviométrie relativement élevée (850 mm/a) et un été frais (15,5 °C) et venté. Parallèlement le GIEC normand, un groupe régional d’experts sur le climat, différencie quant à lui, dans une étude de 2020, trois grands types de climats pour la région Normandie, nuancés à une échelle plus fine par les facteurs géographiques locaux. La commune est, selon ce zonage, exposée à un « climat maritime », correspondant au Cotentin et à l'ouest du département de la Manche, frais, humide et pluvieux, où les contrastes pluviométrique et thermique sont parfois très prononcés en quelques kilomètres quand le relief est marqué.
Pour la période 1971-2000, la température annuelle moyenne est de 11 °C, avec une amplitude thermique annuelle de 11 °C. Le cumul annuel moyen de précipitations est de 935 mm, avec 14,4 jours de précipitations en janvier et 7,7 jours en juillet. Pour la période 1991-2020, la température moyenne annuelle observée sur la station météorologique la plus proche, située sur la commune de Sainte-Marie-du-Mont à 18 km à vol d'oiseau, est de 11,6 °C et le cumul annuel moyen de précipitations est de 890,0 mm,. Pour l'avenir, les paramètres climatiques de la commune estimés pour 2050 selon différents scénarios d’émission de gaz à effet de serre sont consultables sur un site dédié publié par Météo-France en novembre 2022.

## Urbanisme

### Typologie
Au 1er janvier 2024, Le Plessis-Lastelle est catégorisée commune rurale à habitat très dispersé, selon la nouvelle grille communale de densité à sept niveaux définie par l'Insee en 2022.
Elle est située hors unité urbaine et hors attraction des villes,.

### Occupation des sols
L'occupation des sols de la commune, telle qu'elle ressort de la base de données européenne d’occupation biophysique des sols Corine Land Cover (CLC), est marquée par l'importance des territoires agricoles (82,8 % en 2018), en diminution par rapport à 1990 (91,4 %). La répartition détaillée en 2018 est la suivante : zones agricoles hétérogènes (49,7 %), prairies (17 %), terres arables (16,1 %), zones humides intérieures (9,3 %), forêts (5,2 %), zones urbanisées (2,8 %). L'évolution de l’occupation des sols de la commune et de ses infrastructures peut être observée sur les différentes représentations cartographiques du territoire : la carte de Cassini (XVIIIe siècle), la carte d'état-major (1820-1866) et les cartes ou photos aériennes de l'IGN pour la période actuelle (1950 à aujourd'hui).

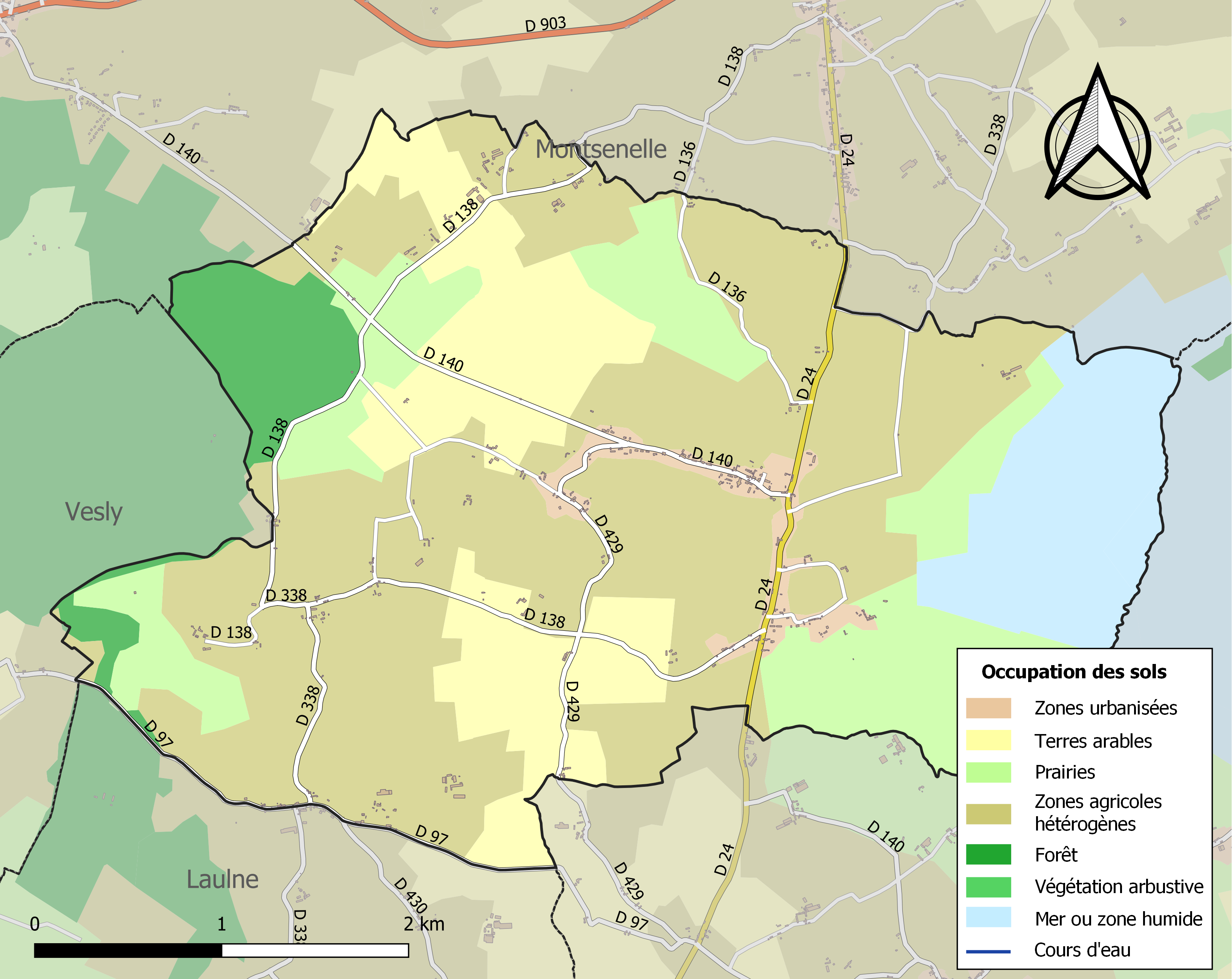
Carte des infrastructures et de l'occupation des sols de la commune en 2018 (CLC).

## Toponymie
Le mot médiéval plessis désignait une clôture faite de bois tressés et par extension un enclos, ou encore l'habitation dans un enclos. Plessis est la forme moderne de l'ancien français plaisseis, qui désigne à l'origine un espace quelconque, jardin, champ ou forêt, entourés de haies tressées ou de palissades.
Plessis est attesté sous la forme Plaisiacum sans date et Lastelle sous la forme Astella vers 1280.
Le gentilé est Plessirion.

## Histoire
Un domaine (manere) est attesté au Plessis dès 1080, dans une charte de Guillaume le Conquérant confirmant les titres de propriété de l'abbaye voisine de Lessay, qui y possédait le prieuré Saint-Ermeland.
Lors de la Révolution, Jean-Vincent Guillemin († 1796), curé du Plessis et son vicaire, Thomas Charette qui avaient prêté serment à la constitution civile du clergé furent en représailles pris par des Chouans, en même temps que le maire et curé de Saint-Jores, J.F Lefèvre, et fusillés le jeudi saint, 25 mars 1796. M. Le Houilleur, vicaire de Saint-Jores qui échappa à la mort, devint curé du Plessis.
Entre 1794 et 1859, des mines de houille furent exploitées sur la commune, d'où 70 000 tonnes de charbon seront remontées par une vingtaine de puits de mine faisant jusqu'à 100 mètres de profondeur,. Le ruisseau, le Mouloir, faisait autrefois tourner plusieurs roues de moulin.
En 1944, lors de la Libération la commune fut détruite à 80 %. Les combats durèrent du 3 juillet au 12 juillet 1944.
En 1964, Le Plessis (288 habitants en 1962) absorbe Lastelle (79 habitants) à l'ouest de son territoire, la commune prenant alors le nom du Plessis-Lastelle.

## Politique et administration
| Période                                  | Période    | Identité        | Étiquette | Qualité           |
| ---------------------------------------- | ---------- | --------------- | --------- | ----------------- |
| 1989                                     | mars 2008  | Roger Delaune   |           | Retraité          |
| mars 2008                                | avril 2014 | Chantal Marion  |           | Famille d'accueil |
| avril 2014                               | En cours   | Daniel Guillard |           | Retraité          |
| Les données manquantes sont à compléter. |            |                 |           |                   |

Le conseil municipal est composé de onze membres dont le maire et deux adjoints.

## Démographie
L'évolution du nombre d'habitants est connue à travers les recensements de la population effectués dans la commune depuis 1793. Pour les communes de moins de 10 000 habitants, une enquête de recensement portant sur toute la population est réalisée tous les cinq ans, les populations de référence des années intermédiaires étant quant à elles estimées par interpolation ou extrapolation. Pour la commune, le premier recensement exhaustif entrant dans le cadre du nouveau dispositif a été réalisé en 2005.
En 2022, la commune comptait 238 habitants, en évolution de −1,24 % par rapport à 2016 (Manche : −0,31 %, France hors Mayotte : +2,11 %).
| 1793 | 1800 | 1806 | 1821 | 1831 | 1836 | 1841 | 1846 | 1851 |
| ---- | ---- | ---- | ---- | ---- | ---- | ---- | ---- | ---- |
| 662  | 725  | 773  | 800  | 726  | 733  | 841  | 895  | 878  |

| 1856 | 1861 | 1866 | 1872 | 1876 | 1881 | 1886 | 1891 | 1896 |
| ---- | ---- | ---- | ---- | ---- | ---- | ---- | ---- | ---- |
| 737  | 900  | 663  | 633  | 633  | 572  | 611  | 627  | 528  |

| 1901 | 1906 | 1911 | 1921 | 1926 | 1931 | 1936 | 1946 | 1954 |
| ---- | ---- | ---- | ---- | ---- | ---- | ---- | ---- | ---- |
| 529  | 423  | 390  | 368  | 370  | 370  | 365  | 289  | 293  |

| 1962 | 1968 | 1975 | 1982 | 1990 | 1999 | 2005 | 2006 | 2010 |
| ---- | ---- | ---- | ---- | ---- | ---- | ---- | ---- | ---- |
| 288  | 330  | 295  | 279  | 266  | 281  | 251  | 245  | 258  |

| 2015 | 2020 | 2022 | - | - | - | - | - | - |
| ---- | ---- | ---- | - | - | - | - | - | - |
| 242  | 240  | 238  | - | - | - | - | - | - |

| 1793 | 1800 | 1806 | 1821 | 1831 | 1836 | 1841 | 1846 | 1851 |
| ---- | ---- | ---- | ---- | ---- | ---- | ---- | ---- | ---- |
| 152  | 214  | 257  | 308  | 209  | 239  | 210  | 231  | 229  |

| 1856 | 1861 | 1866 | 1872 | 1876 | 1881 | 1886 | 1891 | 1896 |
| ---- | ---- | ---- | ---- | ---- | ---- | ---- | ---- | ---- |
| 220  | 224  | 205  | 181  | 212  | 192  | 189  | 170  | 172  |

| 1901 | 1906 | 1911 | 1921 | 1926 | 1931 | 1936 | 1946 | 1954 |
| ---- | ---- | ---- | ---- | ---- | ---- | ---- | ---- | ---- |
| 165  | 146  | 141  | 120  | 119  | 114  | 129  | 104  | 94   |

| 1962 | - | - | - | - | - | - | - | - |
| ---- | - | - | - | - | - | - | - | - |
| 79   | - | - | - | - | - | - | - | - |

## Économie
La commune se situe dans la zone géographique des appellations d'origine protégée (AOP) Beurre d'Isigny et Crème d'Isigny.

## Lieux et monuments

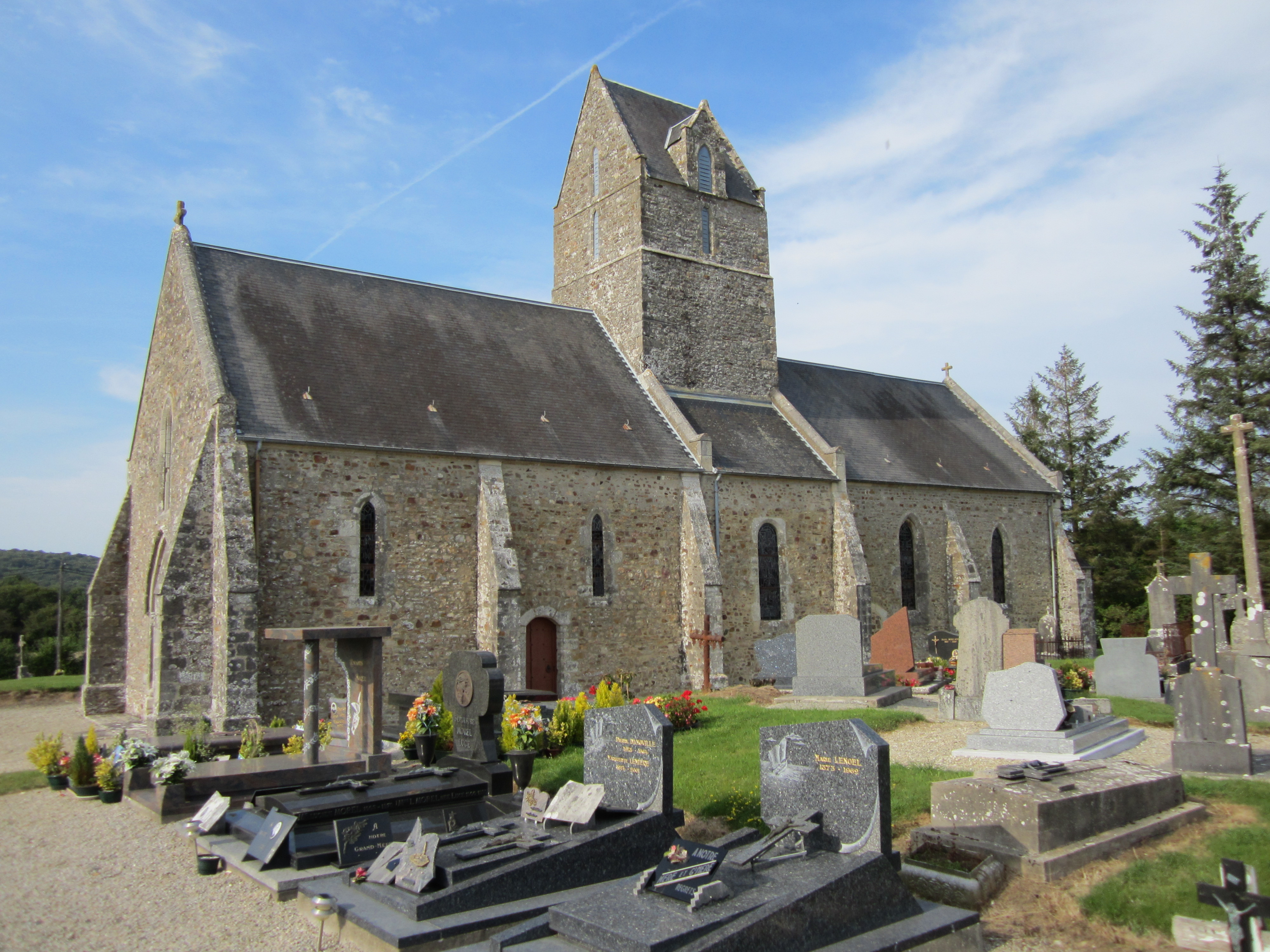
L'église Saint-Jean-Baptiste de Lastelle.

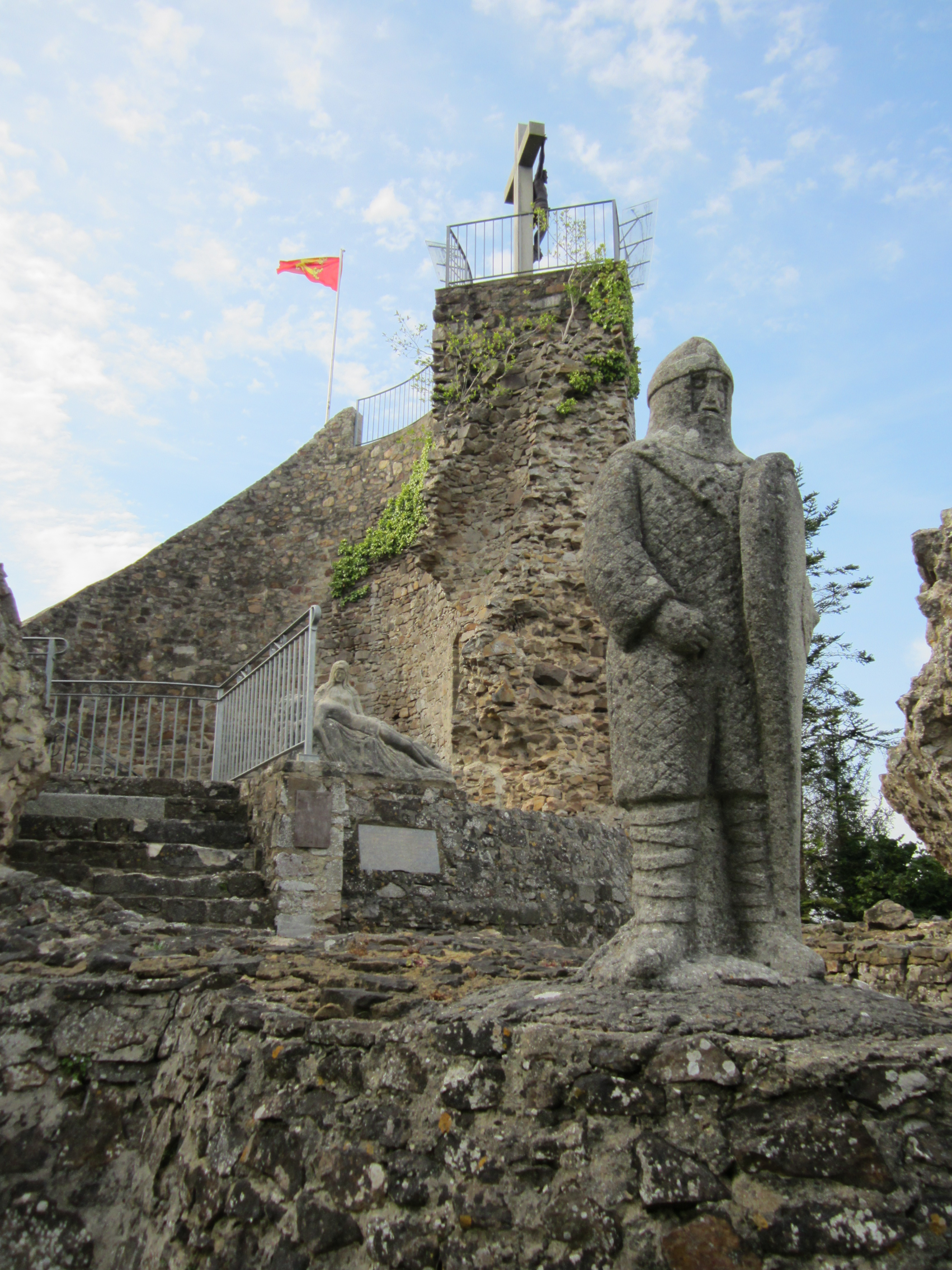
Le calvaire du Plessis.

- Église Saint-Sébastien du Plessis (à Beau-Coudray). La nouvelle église, terminée en 1853-1854, et reconstruite en 1958, par l'architecte parisien Jean Michalon, après sa destruction durant l'été 1944, abrite une Vierge à l'Enfant du XIVe ou du XVe classée au titre objet aux monuments historiques[42]. Au chevet, à voir un très bel if. L'église primitive, sous le vocable de saint Quirin, trop vétuste et trop excentrée qui situait au lieu-dit la Butte avant d'être déplacée vers le centre du bourg fut détruite en 1857[26].
- Église Saint-Jean-Baptiste de Lastelle et son clocher à toiture en bâtière, dont les fonts baptismaux du XIIe siècle et une statue de saint Jean-Baptiste du XIIIe ou du XIVe siècle sont classés au titre objet[43].
- Chapelle Sainte-Anne-la-Sèche (XVIIIe siècle). Elle abrite une éducation de la Vierge (XVIIe), dernier vestige du prieuré Saint-Ermeland[29].
- Calvaire des gueux attribué au XIVe siècle.
- Château de la Mine.
- Vestiges du château à motte du Plessis, aménagé en point d'observation des marais. En 1046, il était la possession de Grimoult du Plessis[32].
- Deux lavoirs.

Pour mémoire
Il y eut sur le territoire communal jusqu'à sept moulins à eaux et deux à vent.